# Sumodrivers Discgolf Weng
Die Sumodrivers Discgolf Weng (kurz: Sumodrivers) sind eine der erfolgreichsten Discgolf-Mannschaften Österreichs. Der Verein wurde im Februar 2011 gegründet und besteht aus aktuell mehr als 40 Mitgliedern. Somit ist er der größte Discgolf-Verein Österreichs.

## Geschichte
Ins Leben gerufen wurde der Verein im Ort Weng im Innkreis. Bereits in der ersten Saison konnte der Verein auf nationaler Ebene überzeugen und beachtliche Ergebnisse feiern. Bei Einzelturnieren waren dies unter anderem ein Sieg und ein zweiter Platz von David Wojak und zwei vierte Plätze von Harald Neumayr. Auch in der Austrian Club Championship (ACC), der höchsten österreichischen Spielklasse, belegte man direkt zum Auftakt den dritten Platz in der Abschlusstabelle. Die Saison 2012 verlief ähnlich erfolgreich: Mit dem fünften Platz in der Abschlusstabelle der ACC verlor die Mannschaft zwar etwas Boden auf die Spitze, allerdings konnte Spitzenspieler Stefan Bachleitner zwei der wichtigsten Einzelturniere der Saison für sich entscheiden.

## Jugendarbeit
Die Sumodrivers sind in der Juniorenklasse besonders erfolgreich. Seit der Vereinsgründung gewannen Juniorenspieler sämtliche Turniere der Juniors Division, bei denen sie antraten, bislang 40 am Stück. Allein 26 davon gewann Nachwuchsspieler Simon Ceh.

## Mitglieder
Der Verein hat aktuell mehr als 40 Mitglieder, davon 17 Aktive aus den höchsten Spielklassen.

## Erfolge
- 2011: 3. Platz Austrian Club Championship
- 2012: 5. Platz Austrian Club Championship
- 5 Siege bei Einzelturniere der Open Division durch Spieler der Sumodrivers
- 2013: Vizestaatsmeistertitel Einzel Herren